# Lajes das Flores
Lajes das Flores est une commune portugaise, dans l'archipel des Açores.
Le territoire de la commune, d'une superficie de 70 km2, occupe la moitié sud de l'île de Flores (Açores).
La population était de 1504 habitants en 2011.

## Géographie
- Situation: Océan Atlantique
- Latitude: 39. (39°27') N
- Longitude: 31. (31°7') O

|                         | Nord: Santa Cruz das Flores |                       |
| Ouest: Océan Atlantique | Lajes das Flores            | Est: Océan Atlantique |
|                         | Sud: Océan Atlantique       |                       |

Lajes das Flores dispose d'une école, d'un lycée, de banques, d'une place (praça), d'un petit port et du phare de Ponta das Lajes.

## Quartiers
| Paroisse         | Population | Superficie | Densité   | Altitude | Location |
| ---------------- | ---------- | ---------- | --------- | -------- | -------- |
| Fajã Grande      | 202        | 12,55 km2  | 17,9 /km2 | -        | -        |
| Fajãzinha        | 76         | 6,21 km2   | 16,9 /km2 | -        | -        |
| Fazenda          | 257        | 9,43 km2   | 29,5 /km2 | -        | -        |
| Lajedo           | 93         | 15,9 km2   | 6,73 /km2 | -        | -        |
| Lajes das Flores | 627        | 18,45 km2  | 29,3 /km2 | -        | -        |
| Lomba            | 206        | 10,02 km2  | 19,7 /km2 | -        | -        |
| Mosteiro         | 43         | 6,2 km2    | 8,1 /km2  | -        | -        |

## Transports
- Route "EN 1-2a" de Lajes das Flores à Fajãzinha, localité dans l'ouest de l'île;
- Route "EN 1-22" de Lajes das Flores vers Santa Cruz das Flores, commune du nord de l'île.